# 薇拉·兹沃纳列娃
薇拉·伊戈列芙娜·兹沃纳列娃（俄语：Вера Игоревна Звонарёва，羅馬化：Vera Igorevna Zvonareva，1984年9月7日—），俄罗斯女子职业网球运动员。
兹沃纳列娃出生于莫斯科，6岁开始打网球，2000年成为职业球手，历史最高单打世界排名为第2名（2010年10月25日），最高双打世界排名是第9名（2005年8月8日）。
兹沃纳列娃在2010年下半季連續打入兩項大滿貫單打賽事的決賽，在溫網決賽負於衛冕的小威廉絲，而在美網決賽敗於衛冕的克萊斯特絲。

## 大满贯

### 女單亞軍（2）
| 年份 | 比賽     | 場地 | 決賽對手   | 對手國籍 | 勝方比分 |
| ---- | -------- | ---- | ---------- | -------- | -------- |
| 2010 | 温布尔登 | 草地 | 小威廉絲   | 美國     | 6–3、6–2 |
| 2010 | 美网     | 硬地 | 克萊斯特絲 | 比利時   | 6–2、6–1 |